# Pouge (géographie)
Pour les articles homonymes, voir Pouge (homonymie).

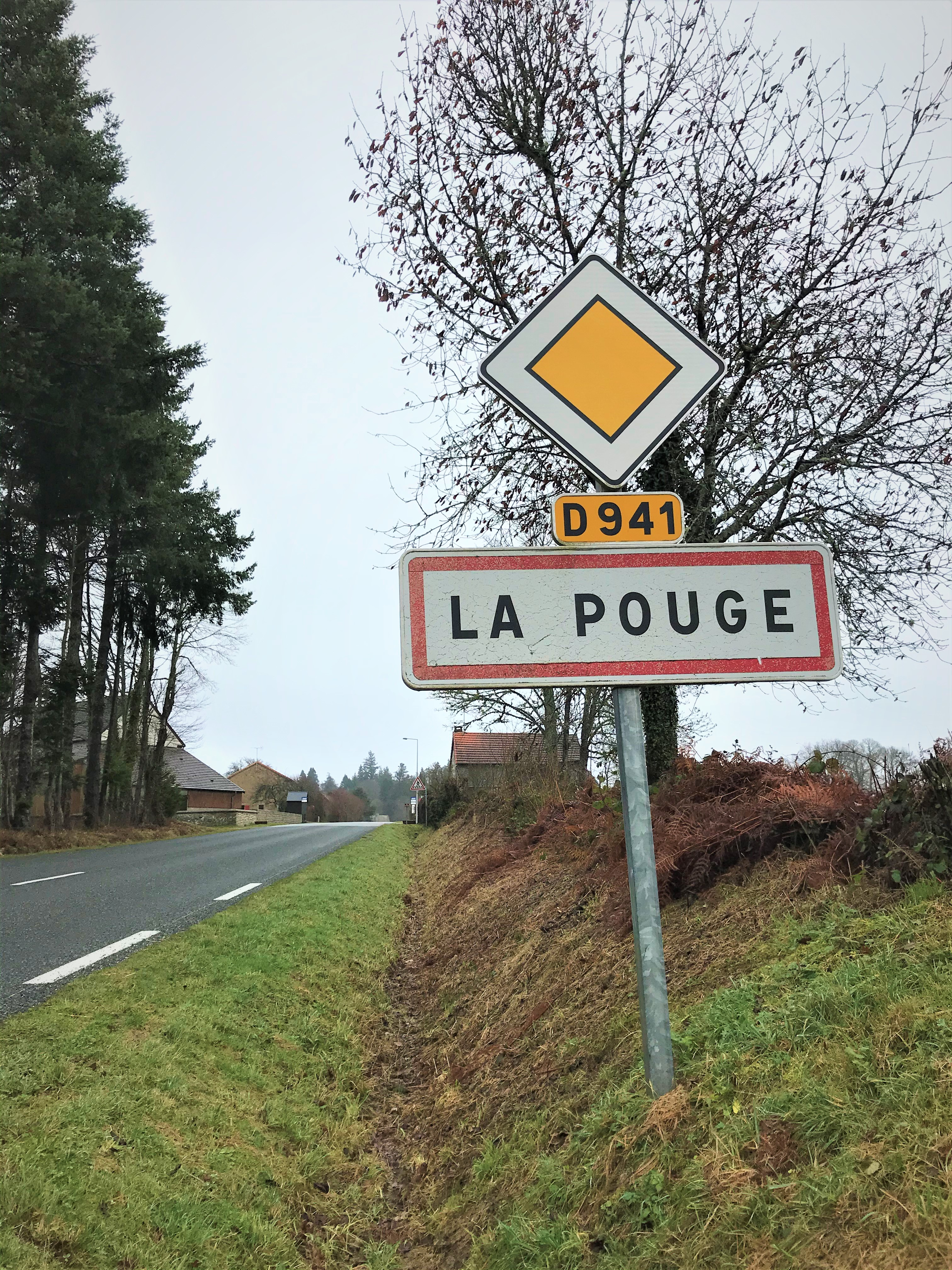
Panneau du bourg de La Pouge (Creuse).

Dans le contexte culturel occitan, et en particulier dans le Sud-Ouest de la France (Limousin et Périgord), une pouge désigne majoritairement un chemin ou une route établit en position surélevée, longeant un relief en crête (interfluve). Il s'agit donc d'un terme toponyme routier générique. Dans certains contextes géographiques au sein du domaine occitan toutefois (notamment en Gascogne), la pouge désigne un chemin tracé dans la vallée, au pied de l'élévation du terrain et non à son sommet, tout en conservant la même origine étymologique.
Le terme est issu du latin podium, désignant une élévation, et qui a également donné le terme puy en français méridional. Si l'orthographe pouge est la plus commune, il en existe des variantes orthographiques, comme pouche ou poutge. Plusieurs toponymes incluent ce nom, comme les communes de La Pouge (Creuse) ou Saint-Jean-Poutge (Gers), ou encore l'étang de la Pouge (Haute-Vienne). 
Moins courant et connu que d'autres toponymes de nature explicitement routière, comme caussade ou estrade, le terme de pouge est toutefois observé dès le Moyen Âge.

## Histoire
Le phénomène des constructions en situation de pouge est attesté dès l'Antiquité, ; le long des axes, on décèle des tertres funéraires de l'Âge du fer. Il est même probablement protohistorique. Il se poursuit au Moyen âge. Dès cette période, le terme de pouge est relevé, certes de façon très occasionnelle, comme dans le cartulaire de l'abbaye de Berdoues en 1175. Dans l'actuel département du Gers, d'autres occurrences sont attestées pour les XIIIe et XVe siècles.
Le phénomène des pouges en Périgord et Limousin a été particulièrement étudié par les historiens Bernadette Barrière et Jean-Michel Desbordes. Ils estiment ainsi que l'itinéraire d'origine antique reliant Limoges à Périgueux est presque intégralement une pouge.
Les enquêtes menées en Armagnac dans les années 1950 démontrent toutefois un emploi contrasté du terme, à la fois en déclin et associé à des réalités parfois différentes de celle du chemin de crête, jusqu'à parfois qualifier des itinéraires de fond de vallée. Le terme semble renvoyer à la même réalité dans les Hautes-Pyrénées.

## Toponymie

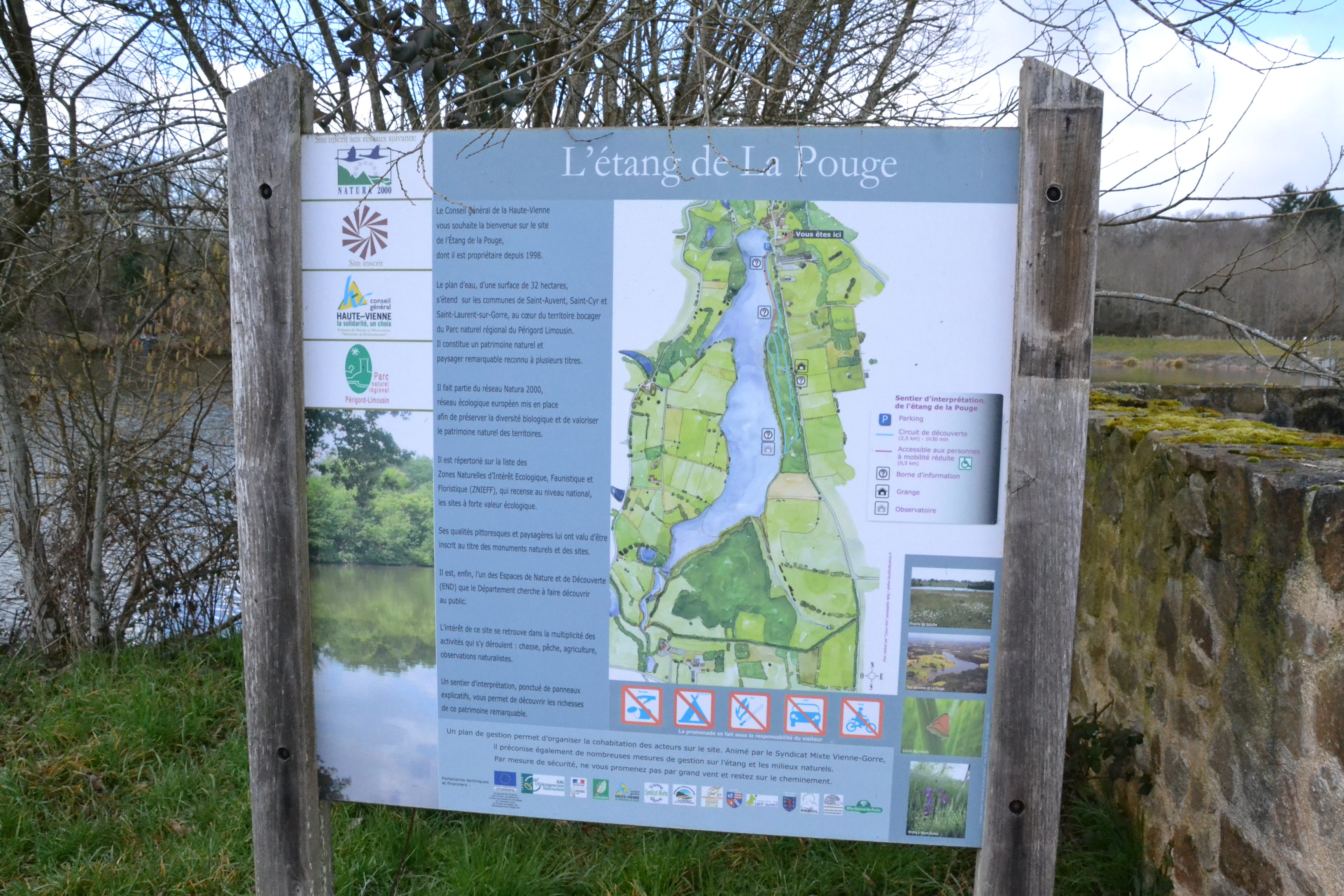
Panneau d'interprétation de l'étang de la Pouge, à Saint-Auvent (Haute-Vienne).

De nombreux toponymes relaient la présence de pouges en Limousin et Périgord, y compris à l'échelle des parcelles. La forme traditionnelle peut être observée dans des noms de lieux du domaine occitan limousin comme ceux des communes de La Pouge et Saint-Georges-la-Pouge (Creuse). D'autres micro-toponymes sont recensés, en Corrèze (Eygurande, Saint-Augustin, Saint-Hilaire-Foissac), en Creuse (Bonnat), en Dordogne (Angoisse, Saint-Aquilin, Saint-Estèphe, Saint-Jory-de-Chalais) ou en Haute-Vienne (Aixe-sur-Vienne, Champagnac-la-Rivière, étang de la Pouge).
On retrouve aussi ce toponyme dans la zone de transition linguistique de la Marche et du Croissant (Fresselines en Creuse, Saulgond en Charente, Mauprévoir dans la Vienne) ou dans d'autres aires occitanes (Plaisance en zone languedocienne, Saint-Maigner en zone auvergnate), voire hors de l'aire occitane, dans l'Indre (Montipouret), les Deux-Sèvres (Fenioux) ou la Vienne (Journet, Le Vigeant), notamment dans les Charentes, région anciennement occitane ou le Poitou, soumis à son influence. De façon exceptionnelle, le terme peut être signalé dans des régions très éloignées, comme dans le secteur de Montbéliard ou le Nivernais.
Les formes poudge ou poutge sont celles que l'on retrouve en zone gasconne : Saint-Jean-Poutge (Gers), Saint-Jean-Poudge (Pyrénées-Atlantiques), et à l'échelle micro-toponymique à Villeneuve-Lécussan (Haute-Garonne), Gayon (Pyrénées-Atlantiques), Betpouy, Monlong, Saint-Arroman ou Villemur (Hautes-Pyrénées). Elles y sont bien majoritairement repérées en fond de vallée, et de façon plus minoritaire sur les crêtes, soulignant bien la distinction de la qualification du phénomène par rapport au domaine nord-occitan.